# رهاب ازدواجية الميل الجنسي

علم فخر مزدوجي الميل

رهاب ازدواجية الميل (بالإنجليزية: biphobia) هي النفور تجاه ازدواجية الميول الجنسية والأشخاص مزدوجي الميل كمجموعة اجتماعية أو كأفراد.الناس من أي هوية جنسية يمكنهم تجربة أو إدامة مشاعر النفور هذه. رهاب ازدواجية الميل هي مصدر للتمييز ضد الأشخاص مزدوجي الميول، ويمكن أن يستند على الصور النمطية السلبية لمزدوجي الميول أو الخوف غير العقلاني.

## أشكال

### النكران والمحو
يمكن لازدواجية الميول الجنسية أن تدفع الناس إلى إنكار حقيقة الازدواجية مؤكدةً أن الأشخاص الذين يصفون أنفسهم بأنهم ثنائيي الجنس ليسوا مزدوجين حقيقيين أو أن هذه الظاهرة أقل شيوعًا بكثير مما يزعمون. يستند أحد أشكال هذا الإنكار إلى وجهة نظر الشخص المتغاير جنسياً بأن الجنس الآخر هو التوجه الجنسي الحقيقي الوحيد أو الطبيعي. وبالتالي فإن أي شيء ينحرف عن ذلك هو إما مرض نفسي أو مثال للسلوك المعادي للمجتمع.
هناك شكل آخر من أشكال الإنكار ينبع من وجهات النظر المتعاكسة في الجنس. أولًا، يفترض أن الناس أحاديو الجنس أي مثليين جنسياً (مثليين / مثليات) أو قويمين جنسيًا. خلال الثمانينيات، كانت فكرة البحث الحديث عن الجنس تهيمن عليها فكرة أن المغايرة الجنسية والمثلية الجنسية هما التوجهان الشرعيان الوحيدان بصدد رفض الازدواجية باعتبارها مثلية جنسية ثانوية.
يقبل بعض الناس الوجود النظري لازدواجية الميل الجنسي لكنهم يحددون ذلك بشكلٍ ضيق باعتباره مجرّد عامل جذب متساوٍ تجاه كل من الرجال والنساء. يُصنف العديد من الأفراد المزدوجين جنسيًا الذين يعانون من عوامل الجذب غير المتكافئة على أنهم إما مثليين جنسياً أو مغايرين جنسياً. يعترف الآخرون بوجود الازدواجية في النساء لكنهم ينكرون احتمالية وجود ثنائية الميل الجنسي.

#### ادعاءات أن الرجال المزدوجين جنسيًا يملكون رهاب مثلية جنسية
إن أحد أسباب رهاب ازدواج الميل في مجتمع الرجال المثليين هو أن هناك تقليدًا سياسيًا للهوية يفترض أن القبول بالجنس المثلي يرتبط بالاعتقاد بأن الجنس لدى الرجال يُعتبر متخصص. يشعر عدد من الرجال ثنائيي الجنس أن مثل هذه المواقف تجبرهم على الحفاظ على ازدواجهم في الخزانة. يجادل هؤلاء الرجال بأن مجتمع الذكور مثلي الجنس لديهم شيء لتعلمه عن احترام الفرد من مجتمع المثليات الإناث حيث لا يوجد تقليد قوي لفرض روابط بين مفاهيم حول أصول التفضيل الجنسي وقبوله.
تُدعم هذه الآراء أيضًا من قبل بعض الرجال المثليين الذين لا يحبون الجنس الشرجي والإبلاغ عن أنهم يشعرون بالتنمر من قبل افتراض الرجال المثليين الآخرين أن كرههم لممارسة الجنس الشرجي هو ما يسمى «رهاب المثلية» ويحتاجون المزيد من احترام الشخصانية التي يكون فيها الرجل المثلي الذي لا يكره نفسه ببساطة لا يحب الجنس الشرجي ويفضل بدلًا من ذلك الممارسات الجنسية الأخرى مثل الإستمناء الذكري المتبادل.

### الصور النمطية السلبية
إن العديد من الصور النمطية حول الأشخاص الذين يوصفون بأنهم ثنائيو الجنس تنبع من الإنكار أو محو الثنائية الجنسية. نظرًا لأن اتجاههم غير معترف به على أنه صالح فإنهم يصورون بشكل نمطي على أنهم مشوشين أو غير حاسمين أو غير آمنين أو يمرون بمرحلة معينة.
تنبع العلاقة بين الازدواجية والاختلاط من مجموعة متنوعة من الصور النمطية السلبية التي تستهدف ثنائيي الجنس كأشخاص غير مستقرين عقليًا أو اجتماعيًا والذين لا تكفيهم العلاقات الجنسية مع الرجال فقط أو مع النساء فقط أو مع شخص واحد فقط في كل مرة. قد تنجم هذه الصور النمطية عن افتراضات ثقافية مفادها أن الرجال والنساء مختلفين تمامًا لأن الرغبة في واحد هي وحش مختلف تمامًا عن الرغبة للآخر، وأن التعبير عن الرغبة الجنسية يؤدي حتمًا إلى محاولة إشباع تلك الرغبة.
يتحمل ثنائيو الجنس وصمة اجتماعية من اتهامات متعلقة بخيانة شركائهم مما يؤدي إلى ازدواجية الحياة ونشر الأمراض المنقولة جنسيًا مثل فيروس نقص المناعة البشرية المكتسب. يُعمم هذا السلوك المفترض أكثر كعدم أمانة وسرية وخداع حيث يمكن وصف ثنائيو الجنس على أنهم فاسقون أو عشوائيون. علاوةً على ذلك، يرتبط المزدوجون ارتباطًا وثيقًا بتعدد الزوجات الذي يُعتبر تقليدًا مغايرًا راسخًا من قبل بعض الأديان وقانونيًا في العديد من البلدان.

## تأثيرات
إن الآثار الصحية العقلية والجنسية المتعلقة برهاب ازدواجية الميول عديدة. تشير الدراسات إلى أن ثنائيي الجنس يقعون في الغالب بين تناقضات المغايرة الجنسية والمثلية الجنسية مما يخلق شكلاً من أشكال الفردية حول هويتهم الجنسية. يؤدي هذا غالبًا إلى مؤشرات معترف بها من قضايا الصحة العقلية مثل انخفاض احترام الذات وقيمة الذات. تؤدي هذه المؤشرات والضغوط من أجل اختيار الهوية الجنسية إلى الاكتئاب لأنهم قد يشعرون أنهم يعيشون في ثقافة لا تعترف بوجودهم.
قد يواجه الأشخاص المزدوجي الميول صعوبات في درجات متفاوتة القسوة من أقرانهم المثليين والمثليات. على سبيل المثال، يواجه الناس في الولايات المتحدة على وجه الخصوص:
- انخفاض معدلات نجاح طلبات اللجوء وقد يكون الأمر كذلك في كندا وأستراليا.
- مستويات أعلى من عنف الشريك الحميم.
- احتمالية أعلى لسلوكيات الشباب المعرضة للمخاطر بين طلاب المدارس الثانوية.
- احتمالية أعلى للقلق واضطرابات المزاج بين النساء والرجال المثليين والمثليات الذين أفادوا بأنهم يمارسون الجنس مع كلا الجنسين.
- احتمالية أعلى للعيش بأقل من 30 ألف دولار في السنة.[10]

## وجهات نظر متعددة الجوانب

### قضايا المرأة
تتراوح المواقف النسوية حول الازدواجية الجنسية إلى حدٍ كبير بدءًا من قبول الازدواجية كقضية نسائية إلى رفض الازدواجية كرد فعل رجعي ومناهضة للنسوية إلى النسوية المثلية.
رفعت امرأة ثنائية الميول دعوى قضائية ضد أحد المجلات النسوية المثلية بموجب التمييز ضد ثنائيي الجنس.
منذ ذلك الحين، ظهر عدد من النساء اللواتي كن يشاركن في وقتٍ واحد في نشاط النسوية المثلية كمزدوجات بعد أن أدركن عوامل جذبهن للرجال. تجسّد مثال على دراسة واسعة النطاق للصراع بين المثلية والثنائية الجنسية داخل النسوية في مسير الفخر نورثامبتون خلال السنوات بين 1989 و 1993 حيث تناقش العديد من النساء حول ما إذا كان ينبغي إدراج ثنائيي الجنس وما إذا كانت ثنائية الجنس متوافقة مع الحركة النسائية أم لا.
ومع ذلك، لا تزال بعض النساء المثليات مثل جولي بيندل تنتقد الازدواجية. وصفت بيندل الازدواجية بين الإناث بأنها «اتجاه عصري» يجري الترويج له بسبب مذهب المتعة الجنسية وطرحت السؤال حول ما إذا كانت الازدواجية موجودة.
كتبت المثلية النسوية شيلا جيفريز في عام "The Lesbian Heresy" 1993 وأنه في حين أن العديد من النسويات يعملن مرتاحين جنباً إلى جنب مع الرجال المثليين إلا أنهم غير مرتاحين للتفاعل مع الرجال المزدوجي الميول. تقول جيفريز أنه في حين أن من غير المرجح أن يضايق الرجال المثليين جنسياً النساء فإن الرجال المزدوجين من المرجح أن يكونوا مزعجين للنساء كأفراد مغايرين جنسياً.
كانت دونا هاراواي هي مصدر إلهام ونشوء الحركة السيبرانية من خلال مقالها في عام 1985 بعنوان «بيان سايبورغ: العلوم والتكنولوجيا والاشتراكية النسوية في أواخر القرن العشرين» والذي أعيد طبعه في كتاب لها نشرته في عام 1991.
تنص المقالات النسوية في عام 2017 والتي أعدتها نانسي كوين كولينز على أنه من وجهة نظر مؤلفها يُعتبر هذا خطأ لأن الازدواج الجنسي هو توجه جنسي، وهو شيء لا ضرر له يتجسّد في الناس ببساطة وليس شيئًا يحاولون القيام به أو فعله من أجل خلق كمال عضوي من خلال الاستيلاء النهائي على جميع قوى الأجزاء إلى وحدة أعلى.

## العرق
يتعمّق غرايدي غارنر في دراسة للمنظور الثنائي الجنس في الاضطهاد الذي يواجهه الذكور السود مزدوجي الميل الجنسي. يوضح غارنر أن تداخل الرسائل الاجتماعية الثقافية السلبية وردود الفعل والمواقف يمكن أن يكون مؤلمًا بشكل لا يصدق حيث يحاول الذكور السود من ذوي الميول الجنسية الثنائية تحويل هذه التجارب السلبية إلى هوية إيجابية.
تختلف تجربة الذكور السود المزدوجي الميل عن الذكور البيض ذوي الميول الجنسية الثنائية. بما أن مطالب الرجال السود ذوي الميول الجنسية الثنائية تبدو مزعجة أكثر من تلك التي يواجهها الأفراد البيض المثلييين أو المغايرين جنسيًا فإن هذا الاعتراف مهمّ وحيوي لفهم هذا النوع من الرهاب من وجهة نظر متفرّعة الجوانب.